# По дороге в церковь
«По дороге в церковь» (англ. Walking to Church) — картина американского художника-иллюстратора Нормана Роквелла, написанная им в 1952 для журнала «The Saturday Evening Post». Картина появилась на обложке выпуска от 4 апреля, 1953.. Это была 276-я из 322 обложек журнала созданных Норманом Роквеллом за 47 лет с 1916 по 1963 годы.
Техника исполнения оригинальной картины — масляная живопись на холсте, размеры оригинала — 48 на 45 сантиметра. Она приведена только в нескольких каталогах и книгах, причём значится в них как собственность Кена Стюарта и его жены. Какое-то время выставлялась в музее Нормана Роквелла, но в 2013 году была продана неизвестному частному коллекционеру.

## Описание картины
На картине изображена супружеская пара, идущая с тремя детьми в церковь по городской улице. 
Следуя самому Роквеллу, критики считают картину творческой неудачей художника. Предельная упрощённость изображения членов семьи сделало их образы несколько карикатурными, что неуместно по отношению к людям, спешащим в церковь, каждый со своей Библией в руке. Уважение к ним демонстрирует только чёрный кот, не решившийся перейти дорогу перед ними.
Изображённая улица находится в небогатом квартале какого-то северного старого американского города. Потемневшие от времени и непогоды здания, каждое из которых видело несколько поколений людей, контрастируют с недавно установленными в большом количестве телевизионными антеннами на крышах. На улице не убран вчерашний мусор, что придаёт картине реализм и достоверность. Всполошённых птиц спугнул удар колокола, предвещающего скорое начало церковной службы.
Картина была отдана в долгосрочный кредит музею Нормана Роквелла до продажи в 2013 году

## Продажа 2013 года
«По дороге в церковь» была продана за $3,2 млн (включая премию покупателя) на аукционе Сотбис в Нью-Йорке в декабре 2013 года.
Две других картины Роквелла, которые ранее были сданы в аренду Музею Нормана Роквелла, «Слухи» и «Застольная молитва», были проданы одновременно с картиной «По дороге в церковь». Вместе с четырьмя другими произведениями искусства Роквелла они были проданы наследниками Кеннета Стюарта, арт-директора The Saturday Evening Post. Роквелл подарил несколько картин, в том числе «По дороге в церковь» Стюарту, своему коллеге в течение многих лет. Она висела в спальне жены Стюарта, Катерины. К моменту продажи в 2013 году сыновья Стюарта больше не могли позволить себе страховку и содержание картин.
Продажей произведений искусства был положен конец юридическим разногласиям среди сыновей Стюарта. После смерти Стюарта в 1993 году, его наследство было разделено в равных долях между тремя сыновьями, Кеном-младшим, Уильямом, и Джонатаном. Старшему брату, Кену-младшему, впоследствии был предъявлен иск со стороны Уильяма и Джонатана, которые утверждали, что он вынудил своего отца подписать документы, чтобы Кен-младший мог контролировать состояние отца Они также утверждали, что Кен-младший потратил часть общего наследства на собственные нужды. Спор братьев был урегулирован во внесудебном порядке перед продажей картин Владелец The Saturday Evening Post, издательская компания Кертис, которая сохраняет право на копирование произведений Роквелла, также безуспешно пыталась предъявить претензии на владение картинами.
Директор Музея Нормана Роквелла, Лори Нортон Моффат, выразила надежду, что картины в конечном итоге вернутся в музей. Моффат сказала о картинах, что «мы ухаживали за ними, как за детьми… Мы надеемся, что они вернутся когда-нибудь. Мы считаем, что музей — то место, которому они принадлежат». Моффат сказала, что потеря оставила «невосполнимую прореху в коллекции музея».